# ماريو

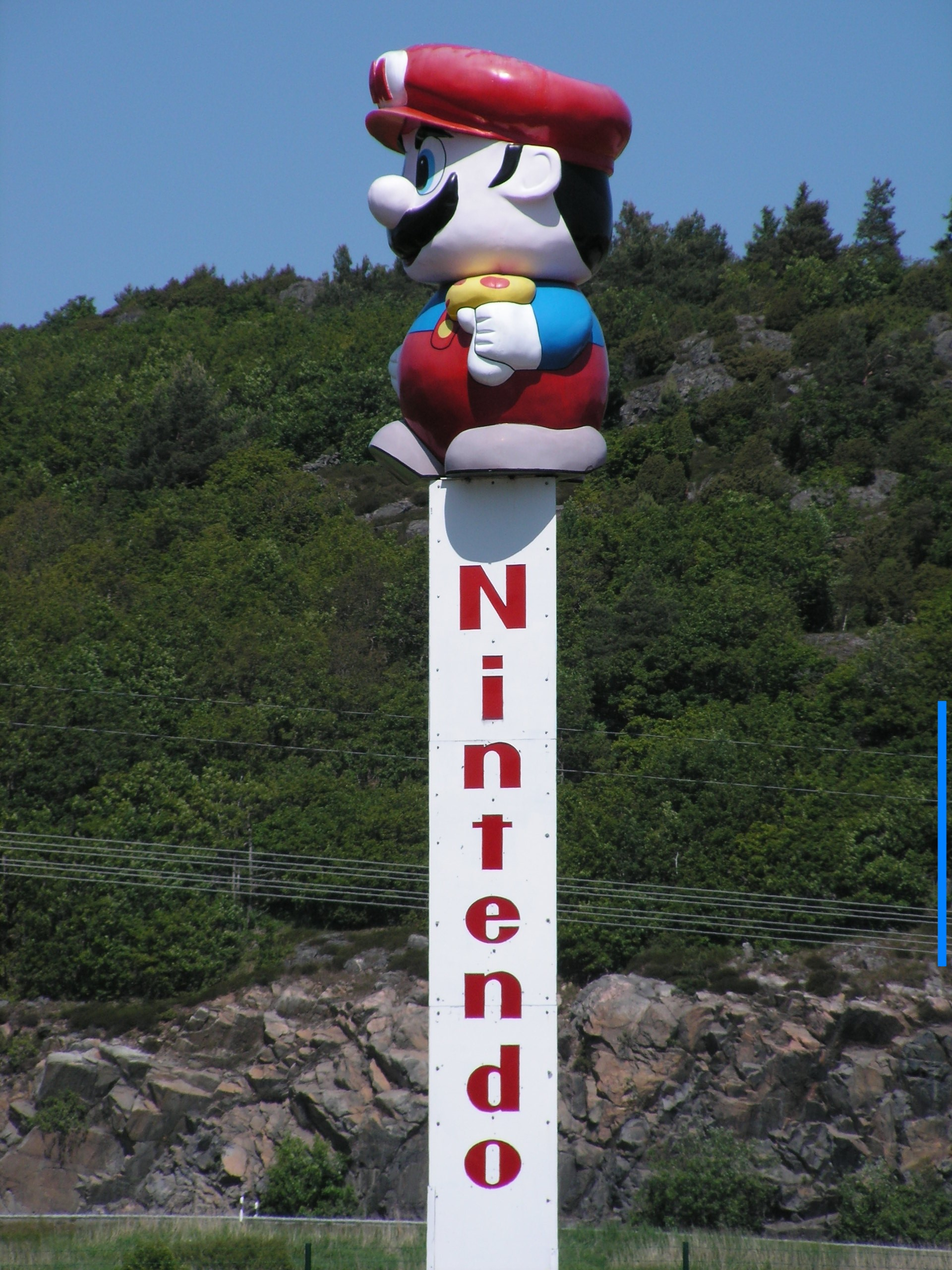
تمثال لماريو في السويد تابعا لشركة نينتندو

ماريو (بالإنجليزية: Mario؛ باليابانية: マリオ، ماريوه) هو شخصية خيالية من أهم شخصيات ألعاب الفيديو والشخصية الرئيسية في سلسلة ألعاب فيديو « سوبر ماريو » من تأليف المصمم الألعاب الياباني شيغيرو مياموتو وإنتاج شركة نينتندو. يعتبر الشخصية الجالب الحظ الرسمي لشركة نينتندو.
ماريو مصور قصير جداً، بزيه الأزرق والأحمر الشهير وقبعته الحمراء، وهو سباك إيطالي، ولكن أصله من حي بروكلين، يعيش حالياً في «مملكة الفطر»، وهو معروف بإحباط خطط الشر التي تهدف إلى اختطاف الأميرة بيتش، عادة من العدو الرئيسي هو باوزر، واخضاع «مملكة الفطر». شجاع، خفيف الحركة ويتعاون مع أخيه لويجي.
يعتبر ماريو من أكثر الشخصيات المعروفة عالميا وله العديد من الألعاب على أجهزة نينتندو.
«لويجي» ولكن لويجي أفضل منه بمئات المرات «دونكي كونج» قرد مقردن
كثيرة الألعاب التي ظهر فيها أو كان بطلها الأساسي ماريو
شخصية ماريو هي الشخصية الأكثر شهرة بين أبطال ألعاب الفيديو ـ فقد تجاوز عدد الألعاب التي ظهر فيها هذا السمكري ذو الشاربين الطويلين أربعين لعبة تنوع اللعب بها على محاورات مختلفة كمحاورة «أتاري 2600» و NES وسوبر نينتندو إنترتينمنت سيستم وغيم بوي وننتندو 64 وأخيراً على محاوِرة الـ وي وي
كانت أول إطلالة لماريو ذي اللباس الأزرق المتميز والقبعة الحمراء في عالم ألعاب الفيديو منذ حوالي سبع وعشرين سنة إلى جانب أسطورة أخرى في عالم الألعاب هي شخصية «دونكي كونغ»
ابتكر شخصية «ماريو» المبدع الياباني شيغيرو مياموتو

## البداية
في البداية لم يكن لماريو هذا الاسم بل كان اسمه ماريو أو «الرجل النطاط»
لاقى هذا الرجل الصغير نجاحاً كبيراً وأعجب به محبو ألعاب الفيديو لذلك قرر «مياموتو» اعتماد هذه الشخصية كواحدة من أبطال ألعاب الفيديو بعد أن أطلق عليها اسم ماريو لتظهر كشخصية أساسية في لعبة ماريو برذرز ماريو برذرز المثيرة التي كانت أول لعبة بتقنية الـ ثنائي الأبعاد
إبداع «مياموتو» والنجاح السريع لشخصية ماريو في عالم الألعاب دفع شركة «نينتندو» إلى الإسراع في إصدار نسختين جديدتين من سلسلة سوبر ماريو على محاورة نينتندو إنترتينمنت سيستم هما لعبة «سوبر ماريو برذرز 2» ولعبة «سوبر ماريو برذرز 3» ومن ثم لعبة سوبر ماريو ورلد سوبر ماريو ورلد على محاورة سوبر نينتندو سوبر نينتندو إنترتينمنت سيستم
اعتمدت شركة «نينتندو» شخصية ماريو لتمثلها نظراً لنجاحها وأدى ذلك إلى ظهور هذه الشخصية في ألعاب عدة لا علاقة لها بألعاب ماريو مثل لعبة زيلدا Zelda A Link To The Past وهي من ابتكار «مياموتو» أيضاً.
دفعت شعبية ماريو شركات منافسة لـ نينتندو إلى ابتكار شخصيات أخرى مشابهة لها مثل شخصية «سونيك» المشهورة بسرعتها وحيويتها التي ظهرت على محاورة «سيغا» والتي لاقت أيضاً نجاحاً بين محبي الألعاب مما دفع شركة «نينتندو» إلى ابتكار شخصية «واريو» وهو «ماريو الشرير».
ظهر «واريو» في عدة ألعاب لكنه لم يلق النجاح نفسه الذي لاقاه كل من ماريو وسونيك.
المثير في ألعاب ماريو هو التنوع والتجدد فبعد سلسلة ألعاب ماريو برذرز ظهر ماريو في ألعاب متنوعة مثل لعبة ماريو باينت Mario PAINT كما ظهر طفلاً في لعبة يوشي أيسلاند ISLAND
عند الحديث عن ماريو لا بد أن نتحدث عن لعبة سوبر ماريو كارت سوبر ماريو كارت التي ظهرت نسختها الأولى عام 1991 وهي لعبة سباق ممتعة جداً تظهر فيها جميع الشخصيات التي مرت في نسخ ماريو السابقة وقد أعجب اللاعبون كثيراً بهذه اللعبة الأمر الذي دفع شركة نينتندو إلى ابتكار سلسلة ماريو كارت الشهيرة.
بعد ذلك انتظر محبو ماريو 6 سنوات كما أنتظروا إطلاق محاورة «نيبنتدو 64» كي يلعبوا بلعبة جديدة لـ ماريو هي لعبة سوبر ماريو 64 سوبر ماريو 64 التي تعد إحدى أهم النجاحات في تاريخ هذه الشخصية.
رغم تعدد شخصيات ألعاب الفيديو التي حاولت منافسة ماريو إلا أن ماريو كان دائماً المتميز بينها من خلال ألعاب جديدة متنوعة وخارجة عن المألوف.
مع تطور التقنيات الحديثة وظهور تقنية رسومات حاسوبية ثلاثية الأبعاد أعاد شيغيرو مياموتو إبداع شخصية ماريو وقدمها بطرق جديدة لم تشاهد من قبل مما شكل مفاجأة سارة لمحبيها.
شخصية ماريو هي أهم إنجاز لـ شيغيرو مياموتو شيغيرو مياموتو والدليل على ذلك هو افتخاره بتقديمها دائما في معارض ألعاب الفيديو العالمية
ماريو هو سفير شركة «نينتندو» التي دأبت على تطوير هذه الشخصية وإشراكها في ألعاب متعددة منها ألعاب رياضية كلعبة ماريو غولف ولعبة ماريو كارت وماريو تنس وهذا كان حافزاً لمحبي الألعاب لمتابعة جديدها ولشرائها.

## سلاسل أخرى
هناك أيضاً سلسلة مهمة من ألعاب ماريو التي ظهر فيها هي سلسلة ماريو بارتي التي نجد فيها مجموعة من الألعاب القصيرة الممتعة.و سلاسل الرياضة كالتنس وكرة القدم والجولف إلى آخره، ولدى ماريو سلاسل أر بي جي مثل بايبر ماريو وماريو و لويجي وسلاسل واريو ولويجي مانشن ويوشي لكن ولكن، تبقى اللعبة الأكثر تميزاً من ألعاب ماريو على محاورة وي هي لعبة «سوبر ماريو غالاكسي» الفريدة والتي تعتبر بداية لسلسة ألعاب جديدة ستكون الأجمل.